# فان ثان هو
فان ثان هو (بالفيتنامية:Phan Thanh Hậu)، من مواليد 12 يناير 1997م، هو لاعب كرة قدم فيتنامي محترف، يلعب مع نادي هوانغ آنه جيا لاي منذ عام 2015م، شارك مع زملائه في التشكيلة الثابتة للمنتخب الفيتنامي لبطولة كأس العالم تحت 20 سنة، والتي أستضافته كوريا الجنوبية سنة 2017م.